# Ризук, Аймен
Аймен Ризук (араб. أيمن رزوق‎; род. 3 августа 1979, Алжир) — алжирский шахматист, гроссмейстер (2007).
Чемпион Алжира (1999).
Участник 38-го чемпионата мира среди юниоров (1999) в г. Ереване, 2-х Кубков мира по шахматам (2000, 2009) и чемпионата мира по шахматам ФИДЕ 2002.
В составе сборной Алжира участник 2-х олимпиад (1994, 2008) и 11-х Панарабские игр (2007) в г. Каире (выступая на первой доске, выиграл «бронзу» в команде и «золото» в индивидуальном зачёте).
В составе клуба «e2e4.org.uk» участник соревнований в Шахматной лиге четырёх наций в сезоне 2011/2012.
Наивысшего рейтинга достиг 1 марта 2010 года, с отметкой 2540 пунктов занимал 1 позицию в рейтинг-листе алжирских шахматистов.
Имеет брата-близнеца Рияда Ризука, который также является профессиональным шахматистом.

## Спортивные результаты
| Год  | Город          | Турнир                                      | + | − | = | Результат | Место |
| ---- | -------------- | ------------------------------------------- | - | - | - | --------- | ----- |
| 1994 | Москва         | 31-я Олимпиада                              | 5 | 5 | 1 | 5½ из 11  |       |
| 2000 | Шэньян         | Кубок мира (группа В)                       | 0 | 3 | 2 | 1 из 5    | 6     |
| 2002 | Москва         | Чемпионат мира ФИДЕ (против Алексея Широва) | 0 | 2 | 0 | 0 из 2    |       |
| 2008 | Дрезден        | 38-я Олимпиада                              | 7 | 1 | 3 | 8½ из 11  |       |
| 2009 | Ханты-Мансийск | Кубок мира (против Дмитрия Яковенко)        | 0 | 1 | 1 | ½ из 2    |       |

## Изменения рейтинга
| Графики недоступны из-за технических проблем. См. информацию на Фабрикаторе и на mediawiki.org. |